# Khoekhoegowab
Khoekhoegowab ist seit Mitte der 1990er Jahre die in Namibia offizielle Bezeichnung für den Zusammenschluss der Khoisansprachen Nama, Damara (zusammen und historisch häufig als Damara-Nama oder – seltener – Nama-Damara bezeichnet), Haiǁom und Topnaar.
Die Sprache wird von den Nama, Damara, Haiǁom und Topnaar gesprochen und ist geografisch und nach Sprecheranzahl die meistverbreitete Khoisansprache. Die einzelnen Sprachen des Khoekhoegowab werden neben Namibia auch in Botswana und Südafrika von etwa 300.000 Menschen (Stand 1998) gesprochen. Es ist nicht mit der Sprache der San (darunter ǃKung), die ebenfalls zu den Khoisansprachen gehört, zu verwechseln.
In Namibia ist es eine Nationalsprache und ist die erste Sprache in 11 Prozent der Haushalte. In Südafrika wird es anerkannt, ist dort jedoch anders als Afrikaans, Englisch und neun dort gesprochene Bantu-Sprachen nicht offiziell. In ISO 639-3 werden die zwei Dialekte Nama (naq) und Haiǁom (hgm) unterschieden. Die Sprache ist nahe verwandt mit den sterbenden Korana und Xiri sowie den ausgestorbenen Sprachen der Khoikhoi am Kap.

## Namibia

Verteilung des Khoekhoegowab als Muttersprache in Namibia (2011)
1%
1–5,99 %
6–10,99 %
11–20,99 %
21–30,99 %
31–49,99 %

Khoekhoegowab hat knapp 240.000 Sprecher in Namibia.

### Dialekte
- Damara
- Sesfontein Damara
- Namidama
- Zentraldamara
- Nama
- Gimsbok Nama
- Haiǁom
- Korana
- Xiri
- Topnaar

## Laute
Mit acht Vokalen und 31 Konsonanten hat das Nama ein für Khoisansprachen schlichtes Lautinventar (vergleiche die 128 des ǃXóõ).

### Vokale und Diphthonge
Bei den Vokalen gibt es fünf Vokalqualitäten (a, e, i, o, u), von denen drei (ã, ĩ, ũ) nasaliert werden können. Die Vokale können lang oder kurz sein.
Aus den Vokalen werden zahlreiche Doppellaute (Diphthonge) gebildet: [əi] [ae] [əu] [ao] [ui] [oa] [oe] und nasal [ə̃ĩ] [ə̃ũ] [ũĩ] [õã]. [ə] ist phonemisch /a/.
Ferner sind drei Töne zu unterscheiden: steigend, flach, fallend. Meistens schreibt man den steigenden Ton mit dem Akzent á und den fallenden Ton mit dem Akzent à. Der flache Ton wird nur selten geschrieben.

### Konsonanten
Von den 31 Konsonanten sind 20 Schnalzlaute.

#### Nicht-Schnalzlaute
/⁠p⁠/ wird [⁠β⁠] ausgesprochen und /⁠t⁠/ zwischen Vokalen als [⁠ɾ⁠].
|           | bilabial | alveolar | velar | glottal |
| Plosiv    | p ~ β    | t ~ ɾ    | k     | ʔ       |
| Affrikate |          | t͡s       | k͡x    |         |
| Frikativ  |          | s        | x     | h       |
| Nasal     | m        | n        |       |         |

#### Schnalzlaute
Die Schnalzlaute (Klicks) können dental, lateral, alveolar oder palatal sein, sie können von Plosiven, aspirierten Plosiven, Plosiven mit Glottisschlag, Nasalen und aspirierten Nasalen begleitet werden (also 4 [Schnalzpositionen] × 5 [Begleiter] = 20 [mögliche Schnalzlaute]).
Die behauchten Schnalzlaute werden oft als Affrikaten (kombinierte Verschluss- und Reibelaute) ausgesprochen. Das bedeutet, dass /k!ˣ/ von [kǃʰ] bis [kǃx] ausgesprochen werden kann.
| Begleiter                                | affrizierte Klicks | affrizierte Klicks | 'scharfe' Klicks | 'scharfe' Klicks | Schreibweise (mit "ǃ") |
| Begleiter                                | dental             | alveolar           | postalveolar     | palatal          | Schreibweise (mit "ǃ") |
| Plosiv                                   | kǀ                 | kǁ                 | kǃ               | kǂ               | <ǃ> oder <ǃg>          |
| Aspirierter Plosiv                       | kǀˣ                | kǁˣ                | kǃˣ              | kǂˣ              | <ǃx> oder <ǃk>         |
| Nasal                                    | ŋǀ                 | ŋǁ                 | ŋǃ               | ŋǂ               | <nǃ> oder <ǃn>         |
| Stimmlos nasal mit verzögertem Hauchlaut | ŋ̊ǀʰ                | ŋ̊ǁʰ                | ŋ̊ǃʰ              | ŋ̊ǂʰ              | <ǃh>                   |
| Plosiv mit Glottisschlag                 | kǀʔ                | kǁʔ                | kǃʔ              | kǂʔ              | <ǃ’> oder <ǃ>          |

## Grammatik
Das Nama hat eine Subjekt-Objekt-Verb-Wortfolge.

## Nama im Alltag und offiziellen Bereich
In Namibia, wo Nama eine Nationalsprache ist, kann man Nama an der Universität von Namibia studieren. Sowohl in Namibia als auch in Südafrika kann man Rundfunksendungen auf Nama hören. Es sind auch Wörterbücher Nama-Englisch und Englisch-Nama erschienen. Im schriftlich-maschinellen Gebrauch werden häufig die Sonderzeichen ǁ und ǀ sowie ǂ durch //, / bzw. # ersetzt.
Die Sprache ist nicht vom Aussterben bedroht. Einige Übersetzungsbeispiele:
| Deutsch                     | Khoekhoegowab                  |
| --------------------------- | ------------------------------ |
| bitte                       | toxoba                         |
| danke                       | aio                            |
| vielen Dank                 | kai aios                       |
| Bruder                      | ǃgâsab                         |
| eins                        | ǀgui                           |
| zwei                        | ǀgam                           |
| drei                        | ǃnona                          |
| vier                        | haka                           |
| fünf                        | koro                           |
| Fenster                     | mûǂui doas                     |
| Feuer                       | ǀaes                           |
| gut (Adj.)                  | ǃgâi-a                         |
| gut (Adv.)                  | ǃgâise                         |
| schlecht                    | ǁgâi-a                         |
| guten Morgen                | ǃgâi ǁgoas                     |
| guten Abend / gute Nacht    | ǃgâi ǃoes                      |
| guten Tag / auf Wiedersehen | ǃgâi tsés                      |
| Haus                        | oms                            |
| gestern                     | ǁari                           |
| heute                       | nétsé                          |
| morgen                      | ǁari                           |
| Junge                       | axab, ǀgoab, darob             |
| Mädchen                     | axas, ǀgoas, daros, ǂkhamkhoes |

## Beispiel: eine Fabel (aus Hagman 1977)
Xam-i ke ’a ǀúrún hòán tì kàó’ao káísep ’a ǀaísa, ǀóm ̊ǁxáí, xápú kxáó, tsií ǃháése ra ǃxóés ǃ’áróma.
Tsií maátsekám ̊ǁóakas hòásàp ke ǂxam xam-à ǃárop ǃnaa ǂ’oá tsií ̊ǁ’iip tì ǀaísìpà síí kèrè ǀnoóku náú ǀúrún ǀxáa. Tsií maá tsèes hòásàp ke ̊ǁ’iipà kèrè ’óa-ǀxií tàn’aose. Tsií nee ǂhòas ke ǀúrún ǃhúùp hòárákap ǃnaa kè ̊ǁnàúhè tsií ǂ’ánhè ’ií xam-i ’a ǀúrún tì kàó’ao ǃxáisà. Tsií maá tsèes híí’ap kèrè ’óa-ǀxií tàn tsiís kxáóǃáa ’oos ke ̊ǁ’iip tì ̊ǁuusà kèrè koápi "tíí ’óátse! ǀóm ǃnórótse! xápú kxáótse! ǀóm ̊ǁxáítse! ’áore kxòetse!" tí.
Der Löwe ist der König aller Tiere, weil er sehr stark ist, mächtig in der Brust, schlank in seiner Taille und schnell läuft.
Jeden Morgen ging der junge Löwe in den Wald, um seine Kraft mit der anderer Tiere zu vergleichen. Und jeden Tag kehrte er als Sieger zurück. Diese Nachricht war in der ganzen Tierwelt zu hören und wohlbekannt: dass der Löwe der König der Tiere sei. Jeden Tag, an dem er siegreich nach Hause kam, lobte ihn seine Mutter: „Mein Sohn! Mächtig im Nacken! Mächtig in der Brust! Ein richtiger Mann!“
Aber eines Morgens, als der junge Löwe gerade aufgestanden war und sich reckte, lobte sie ihn „Mächtig in der Brust! Mächtig im Nacken! Mit Löwenarmen! Schlank in der Taille!“, hörte auf, ihn zu loben, und sagte: „Wirklich, ich bin sicher, du bist der Stärkste unter allen Tieren. Jeden Tag gehst du in den Wald und kehrst zurück, und zeigst mir, dass du wahrhaftig der König der Tiere bist. Aber, mein Sohn, eines Tages wirst du in den Wald gehen. Und während du im Wald umhergehst, wirst du ein kleines Ding sehen, das aufrecht geht und dessen Kopf auf den Schultern sitzt. Und, mein Sohn! Mächtig in der Brust! Mächtig im Nacken! Schlank in der Taille!, an dem Tag, an dem du diesem kleinen Ding begegnest, an diesem Tag wird die Sonne untergehen und du wirst nicht zurückgekehrt sein. Der Name dieses kleinen Dinges lautet ‚Mensch‘.“

## Verschriftlichung
Die ersten schriftlichen Aufzeichnungen des Khoekhoegowab gehen auf Georg Friedrich Wreede (1635–1672) zurück. 1815 begann der deutsche Pastor Chr. Albrecht das Matthäusevangelium zu übersetzen. Seine Arbeit wurde von Heinrich Schmelen und vor allem von seiner einheimischen Frau Zara Schmelen weitergeführt. 1831 waren die vier Evangelien übersetzt, die 1832 am Kap gedruckt wurden. 1863 bis 1866 stellte G. Krönlein von der Rheinischen Missionsgesellschaft die Übersetzung des Neuen Testaments fertig. 1882 werden die Psalmen gedruckt. Diese Schriften wurden jedoch kaum von den Namas gelesen, weil sie ihrer eigenen Schrift misstrauten.
Ein weiteres wichtiges Druckwerk in der Nama-Sprache war Luthers Katechismus, der vom protestantischen Missionar Franz Heinrich Kleinschmidt und seiner Frau Hanna, einer Tochter von Zara und Heinrich Schmelen, am 29. Juni 1855 in Scheppmansdorf (heute Rooibank) mit einer Auflage von 300 Exemplaren herausgebracht wurde.